# Anton Zetterholm
Anton Zetterholm (* 24. Juni 1986 in Växjö) ist ein schwedischer Musicaldarsteller.

## Leben
Anton Zetterholm wurde bekannt, als er 2008 in der Castingshow Ich Tarzan, Du Jane! die Hauptrolle des „Tarzan“ im Musical Tarzan gewann. In dieser Rolle stand er von Oktober 2008 bis zum 9. Mai 2010 im Theater Neue Flora in Hamburg gemeinsam mit Elisabeth Hübert auf der Bühne.
2010 übernahm er die Hauptrolle des „Fiyero“ im Musical Wicked in Oberhausen im Metronom Theater. Im Herbst 2011 spielte er für drei Monate „Alfred“ in Roman Polańskis Musical Tanz der Vampire im Theater des Westens in Berlin.
Im September 2012 übernahm er die Erstbesetzung des „Kronprinzen Rudolf“ im Musical Elisabeth. Die Premiere zur Jubiläums-Spielzeit fand am 5. September im Wiener Raimund Theater statt. Im November desselben Jahres erschien eine CD-Gesamtaufnahme, auf der er als „Kronprinz Rudolf“ zu hören ist. Vom 17. Juni 2013 spielte Zetterholm „Enjolras“ in Les Misérables im Queen’s Theatre in London. Im Dezember 2014 übernahm er für einige Vorstellungen die Rolle des „Lancelot“ in Artus – Excalibur im Theater St. Gallen.
Anton Zetterholm war 2013 Motion-Capture-Artist für die Animation von „Tarzan“ in der animierten 3D-Produktion „Tarzan 3D“ der Constantin Film AG.
August 2015 saß er neben Palina Rojinski und dem Choreograph Marvin Smith in der Jury von Got to Dance auf ProSieben.
Anton Zetterholm ist mit der Sängerin und Musicalschauspielerin Harriet Jones verheiratet. Im Oktober 2020 wurden sie Eltern eines Sohnes.

## Soziales Engagement
Er ist Pate der Björn-Steiger-Stiftung für das Projekt Retten macht Schule. Seit 2012 engagiert Anton sich für den gemeinnützigen Verein Brücken für Kinder.

## Rollen
- Oktober 2008 – Mai 2010: Tarzan – als „Tarzan“
- 2010: Best of Musical Gala 2010 – Solist (Deutschlandtour)
- August 2010 – September 2011: Wicked – Die Hexen von Oz – als „Fiyero“
- Dezember 2011 – März 2012: Tanz der Vampire – als „Alfred“
- September 2012 – Mai 2013: Elisabeth – als „Kronprinz Rudolf“
- Juni 2013 – Juni 2014: Les Misérables – als „Enjolras“
- Dezember 2014 – Januar 2015: Artus – Excalibur – als „Sir Lancelot“
- 2016: Wenn Rosenblätter fallen – als „Till“[6]
- 2016/2017: The Phantom of the Opera – als „Raoul“[7]
- Sommer 2017: West Side Story – als „Tony“[8]
- August – November 2017: Tarzan – als „Tarzan“
- November 2018 – April 2019: West Side Story – als „Tony“[9]
- April 2019 – März 2020: Cirque Du Soleil Paramour – als „Joey“[10]
- Februar 2024: West Side Story – als Tony (Volksoper Wien)
- März 2024 – fortlaufend: Das Phantom der Oper – als Phantom (Raimundtheater, VBW, Wien)